# Tracy Jaeckel
Tracy Jaeckel (* 5. Februar 1905 in New York City; † 6. August 1969 in Point O'Woods, Fire Island) war ein US-amerikanischer Degenfechter.

## Leben
Tracy Jaeckel nahm an zwei Olympischen Spielen teil: bei den Olympischen Spielen 1932 in Los Angeles sicherte er sich mit George Calnan, Miguel de Capriles, Gustave Heiss, Curtis Shears und Frank Righeimer die Bronzemedaille im Mannschaftswettbewerb. 1936 belegte er mit der Mannschaft in Berlin Rang fünf. Jaeckel gewann sieben nationale Titel im Mannschaftswettbewerb.
1928 graduierte Jaeckel an der Princeton University und arbeitete anschließend im familieneigenen Kürschnereibetrieb. Nach seinem Umzug auf die Amerikanischen Jungferninseln betrieb er dort ein Geschäft für Herrenartikel. Er war außerdem Präsident der Virgin Islands Fencing Federation.